# Févi
Le févi est une sauce de gombo  très populaire d'Afrique de l'Ouest. Le févi (en langue fongbé) est une sauce très prisée au Bénin. Elle se mange à toutes les heures de la journée,.

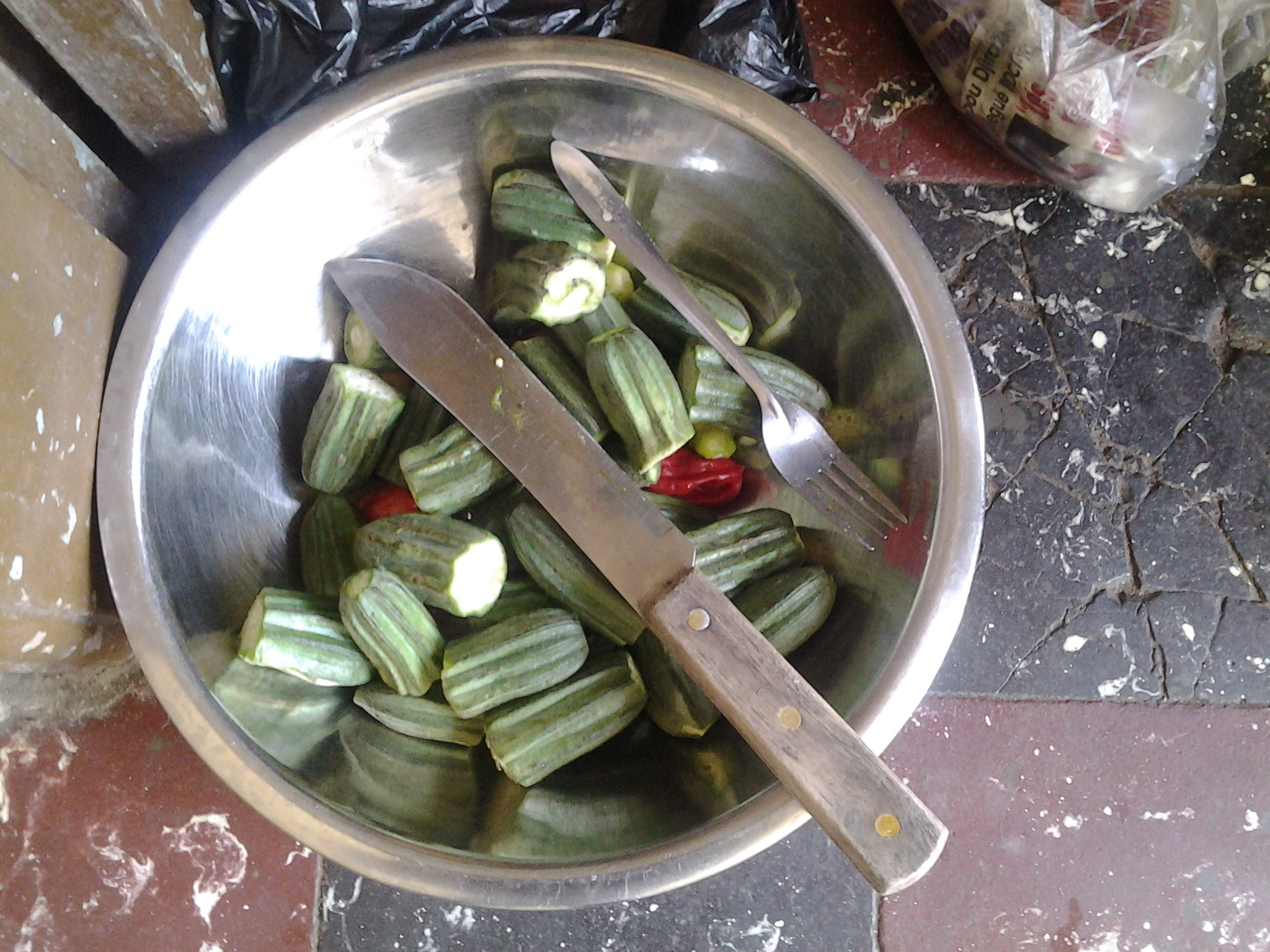
févi prêt à être découpé

## Préparation de la sauce
Pour préparer le févi, il faut au préalable laver et découper les gombos de telle sorte qu'ils soient soit en petits dés soit très fins. Ensuite, il faut, dans une petite quantité d'eau, émincer les gombos avec de la potasse puis laisser mijoter à feu doux.

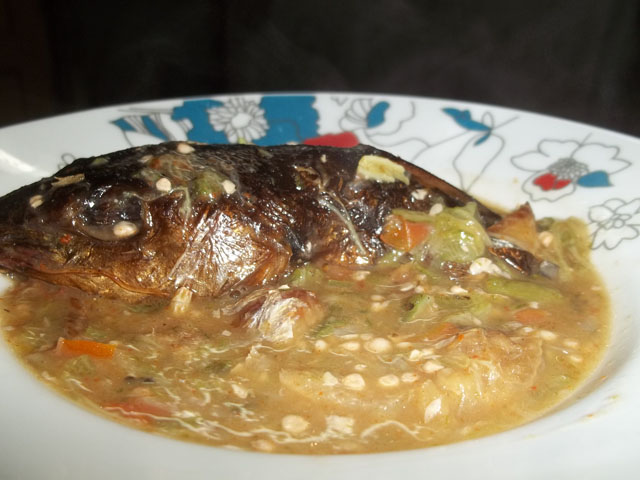
Févi au poisson fumé

La gluance étant l'essence même du févi, il  faut éviter de couvrir la sauce sur le feu pour ne pas perdre  cette élasticité.

Une fois cuit, on y ajoute les condiments (poivre, piment, afitin). Le févi peut se consommer tel quel ou s'accompagner de poisson fumé, de viande, crevettes ou de crabes ou du tout à la fois.
Au Bénin, ce qui constitue la caractéristique principale du févi, c'est l'huile rouge que l'on y ajoute à la fin de la cuisson.
Le févi étant une sauce, elle se mange avec le wɔ̌koli, le telibɔ̌ wɔ̌, l'akassa ou encore du wɔ̌,.

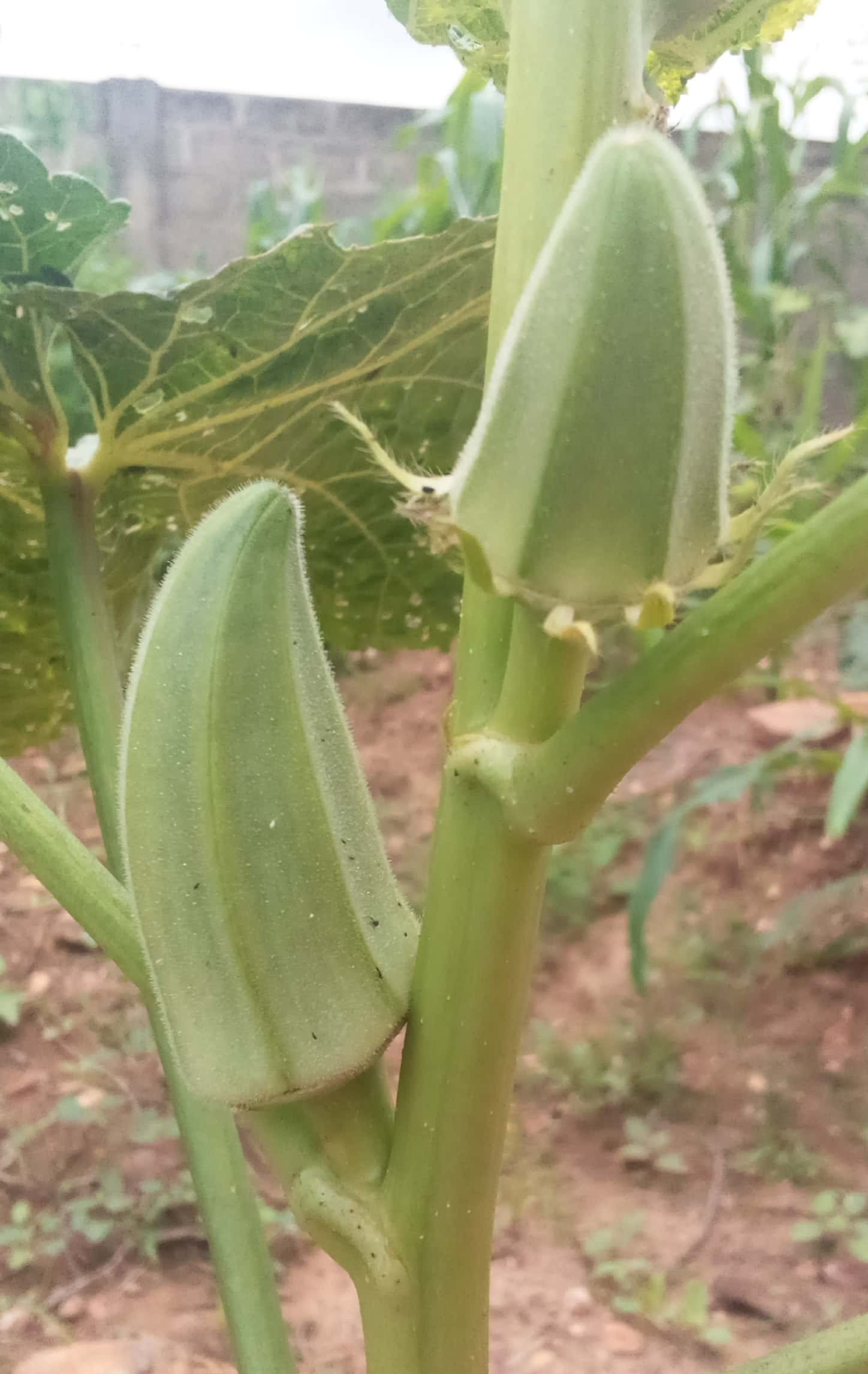
plan de Févi Frais